# Frohnhauser Bach (Wupper)
Der Frohnhauser Bach ist ein rechter Nebenfluss der Wupper in Hückeswagen.
Er entspringt im Hückeswagener Ortsteil Wüste und trägt die Gewässerkennzahl 27363116, die Länge beträgt 1,47 Kilometer. Er mündet in die Wupper-Vorsperre der Wuppertalsperre. Der Bach fließt südöstlich an der Hofschaft Frohnhausen vorbei.